# Enrico Montesano
Enrico Montesano (Roma, 7 giugno 1945) è un attore, conduttore televisivo, cantante, scrittore ed ex politico italiano.
In carriera ha spaziato fra teatro, cinema e televisione. Esordisce a teatro e al cinema nel 1966, ma acquisisce celebrità soprattutto negli anni settanta quando partecipa come imitatore e cabarettista a diversi programmi televisivi della Rai tra i quali il varietà Quantunque io (1977) che gli vale la "rosa d'oro" al Festival di Montreux". L'anno successivo Montesano interpreta Rugantino, prima di una serie di commedie musicali longeve e di successo che comprende anche Bravo! (1981) e Se il tempo fosse un gambero (1986).
Al cinema, dopo la prova da co-protagonista nel film Febbre da cavallo di Steno (1976), nel decennio successivo prende parte ad altre commedie con largo successo di pubblico, tra cui Aragosta a colazione, Qua la mano, Il ladrone, I due carabinieri, Il conte Tacchia, Grandi magazzini e Anche i commercialisti hanno un'anima. Nel 1988 è chiamato a condurre, insieme ad Anna Oxa, Fantastico, il varietà del sabato sera di Rai 1 che fra le trasmissioni abbinate alla Lotteria Italia, segna un record tuttora imbattuto per ascolti e numero di biglietti venduti. Con quel successo televisivo Montesano raggiunge l'acme della popolarità, che nei decenni successivi non riesce più ad avvicinare.
Attivo anche come cantante e in seguito come scrittore, Montesano negli anni novanta ha fatto esperienza politica diretta con il Partito Democratico della Sinistra, dapprima come consigliere comunale a Roma e dal 1994 come deputato al Parlamento europeo, che abbandonerà due anni dopo prendendo le distanze dall'istituzione e dal partito.

## Biografia

### Gli inizi

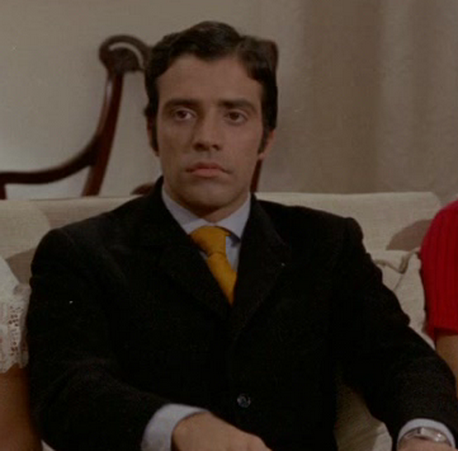
Enrico Montesano nel film Nel sole (1967) di Aldo Grimaldi

Nasce nel quartiere Garbatella di Roma, da una famiglia di artisti teatrali romani: il trisnonno Nicola, nato nel 1851, era un attore comico, il bisnonno Michele Montesano, con il fratello Achille, creò a Roma una compagnia di operette, il nonno Enrico fu direttore d'orchestra, la nonna Bianca Castagnetta era un'attrice. I suoi genitori si chiamavano Armando Montesano e Iolanda Braconi, morta nel 1953, quando aveva otto anni.
Da subito interessato alla recitazione, dopo il diploma di geometra Montesano esordisce a teatro nel 1966 nello spettacolo Humor nero di Vittorio Metz nel Piccolo Teatro Goldoni, come imitatore. Nella stagione successiva (1967-1968), con la collaborazione di Leone Mancini, inizia la sua attività di cabaret al Puff, noto locale romano. Nel 1967 prende parte al film Nel sole, insieme a Ciccio Ingrassia, Franco Franchi, Albano Carrisi e Romina Power.
L'esordio in televisione porta la firma di Castellano e Pipolo e si intitola Che domenica amici, varietà che va in onda nel 1968 per la regia di Vito Molinari, condotto da Raffaele Pisu, e nella trasmissione Quelli della domenica, condotta da Paolo Villaggio. L'attività teatrale prosegue parallelamente a quella televisiva, con la stagione de Il Bagaglino, insieme a Gabriella Ferri nello spettacolo Tiette la cica, verso la fine degli anni sessanta. È proprio qui che inizia un sodalizio artistico con Castellacci e Pingitore, che lo porterà nel 1970 a essere una presenza fissa nel programma Dove sta Zazà e Mazzabubù, sempre in coppia con Gabriella Ferri.
Approda alla radio e partecipa al programma Gran varietà per quattro stagioni, tra il 1972 e il 1976, per la regia di Federico Sanguigni. I suoi personaggi di Torquato il pensionato, Dudù il gagà e Cocò e la Romantica donna inglese ottengono grande successo, diventando in seguito anche televisivi. Collabora per la stesura dei testi con Antonio Amurri e Ferruccio Fantone.
Nel 1972 incide anche il suo primo 45 giri, Fortuna sì, fortuna no, grazie a Guido e Maurizio De Angelis, che riscuote discreto successo, seguito poi dal più fortunato A me tu piaci te della Cinevox; tuttavia l'esperienza canora rimarrà un'attività marginale della sua lunga carriera.

### Il successo tra cinema e TV

Enrico Montesano (secondo da destra) con il resto del cast di Io non vedo, tu non parli, lui non sente (1971) di Mario Camerini

Da lì in poi la sua carriera si sviluppa tra il piccolo schermo e il teatro. Per quanto riguarda la carriera cinematografica, appare nei film Stasera mi butto, Io non protesto, io amo, Nel sole e I quattro del pater noster, con Paolo Villaggio e Oreste Lionello.

I primi ruoli da protagonista li ottiene in coppia con Alighiero Noschese, con Io non scappo... fuggo, Io non spezzo... rompo e Il furto è l'anima del commercio!?..., tutti prodotti da Dino De Laurentiis. La felice stagione prosegue con Boccaccio e Il prode Anselmo e il suo scudiero, entrambi diretti da Bruno Corbucci, e Io non vedo, tu non parli, lui non sente di Mario Camerini. Importante è anche la collaborazione con Steno nel film Il terrore con gli occhi storti (sempre con Alighiero Noschese), regista col quale collaborerà in altri importanti film successivi. Insieme a Barbara Bouchet recita nel film Amore vuol dir gelosia, ambientato a Procida e diretto da Mauro Severino. 

Mario Carotenuto, Gigi Proietti, Francesco De Rosa e Montesano nel cult movie Febbre da cavallo (1976) di Steno

Incide del suo primo 33 giri Tabaret, sempre a cura della Cinevox, successo replicato con i successivi Dudu e Cocò e Tabaret Vol.2.
Nel 1977 vince un David di Donatello speciale per il suo passaggio dal piccolo al grande schermo e nello stesso anno torna in televisione sulla Rete 2 col varietà Quantunque io, di cui è mattatore assoluto, presentando i suoi personaggi e le sue imitazioni più riuscite. Grazie al programma, del quale è coautore dei testi insieme a Ferruccio Fantone, Montesano vince, insieme alla neonata seconda rete, il premio internazionale per la televisione la Rosa d'oro di Montreux. Durante gli anni settanta recita in pellicole, come Tutto suo padre, L'Italia s'è rotta, Il marito in collegio e Febbre da cavallo, divenuto un cult movie.
Con Rugantino di Garinei e Giovannini, nel 1978 Montesano coglie uno dei suoi successi teatrali più importanti, al fianco di Alida Chelli, Aldo Fabrizi e Bice Valori.

Enrico Montesano con Edwige Fenech ne Il ladrone (1980) di Pasquale Festa Campanile

L'anno successivo Garinei e Giovannini gli affidano anche il musical Bravo!, del quale è coautore e che gli frutterà nel 1980 la "Maschera dell'Istituto del Dramma Italiano". Lo spettacolo andrà in scena per tre stagioni consecutive e verrà ripreso da Rai Uno e trasmesso in quattro puntate con grandi indici di ascolto. Tra il 1979 e il 1980 i ruoli di Aragosta a colazione, diretto da Giorgio Capitani, de Il ladrone e di Qua la mano, diretti da Pasquale Festa Campanile, gli fruttano un secondo David di Donatello speciale nel 1980. È del 1982 il ruolo de Il conte Tacchia di Sergio Corbucci, accanto a Vittorio Gassman e Paolo Panelli. Nel 1982 è protagonista di Più bello di così si muore, per la regia di Pasquale Festa Campanile, tratto dal romanzo di Antonio Amurri, dove Montesano viene trasformato in donna dal grande costumista Piero Tosi.

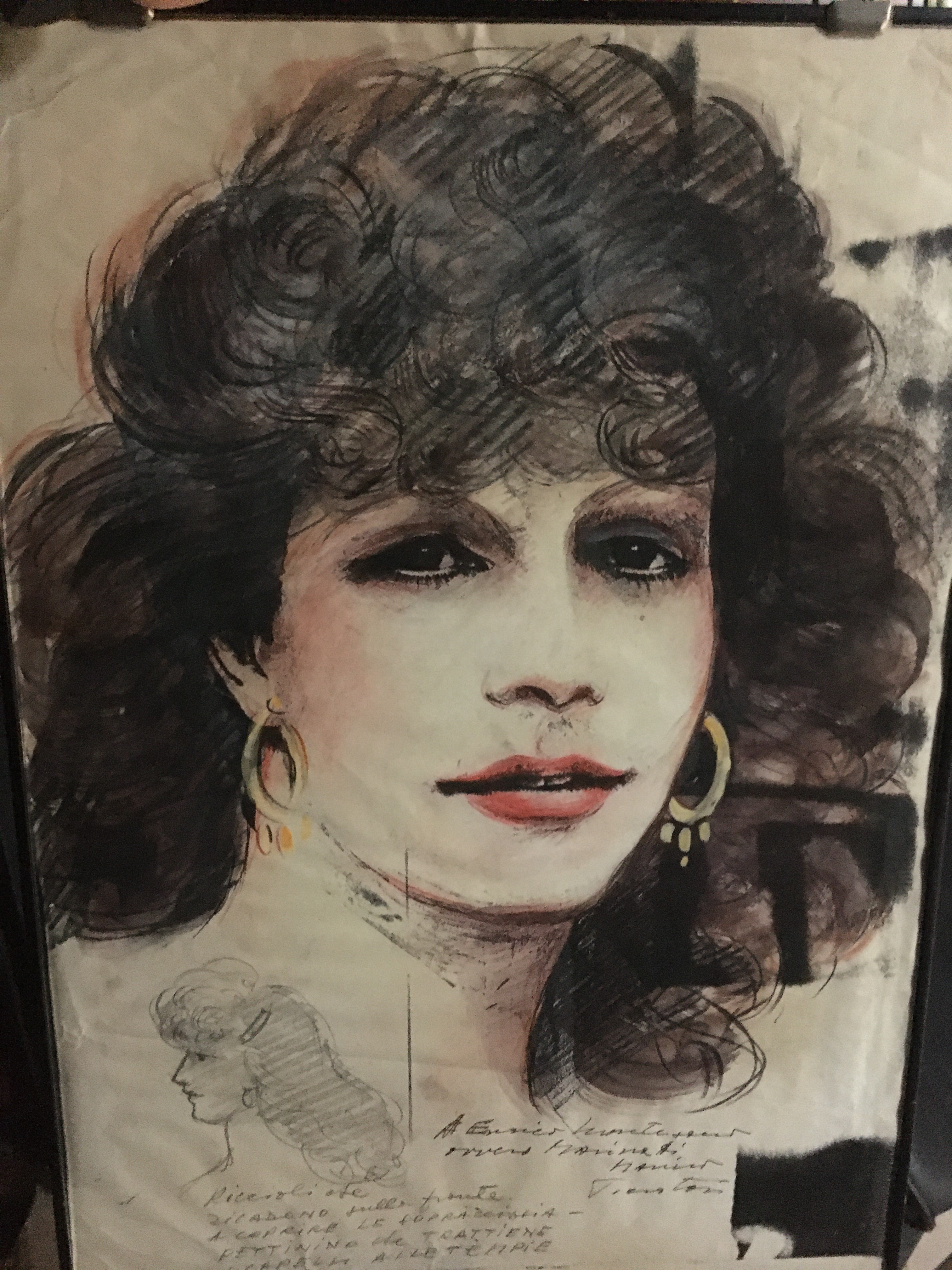
Bozzetto realizzato da Piero Tosi per Enrico Montesano in versione femminile in Più bello di così si muore (1982) di Pasquale Festa Campanile

Nel 1984 recita nel film Mi faccia causa di Steno e l'anno successivo, grazie al film A me mi piace, con le musiche di Fabio Concato e Mike Francis, vince, nel 1986, un David di Donatello e il Nastro d'argento come miglior regista esordiente. Dello stesso anno è Sotto.. sotto.. strapazzato da anomala passione, con la regia di Lina Wertmüller. Nel 1984 è protagonista in I due carabinieri, accanto a Carlo Verdone, film che diviene campione d'incasso e vincitore del Biglietto d'oro AGIS. L'anno successivo è nel cast di Grandi magazzini, diretto nuovamente da Castellano e Pipolo. A seguire, Il tenente dei carabinieri (1986), con Nino Manfredi, Noi uomini duri (1987), con Renato Pozzetto, e Il volpone, insieme a Paolo Villaggio, Enrico Maria Salerno e Renzo Montagnani. Tutti e tre i film sono diretti da Maurizio Ponzi. Sempre nel 1987, torna con Mario Monicelli ne I picari, con Giancarlo Giannini.

Massimo Boldi, Enrico Montesano e Carlo Verdone nella pellicola I due carabinieri (1984) di Carlo Verdone

In televisione, partecipò nel 1968 alla trasmissione Quelli della domenica, condotta da Paolo Villaggio e fece numerose apparizioni in varie trasmissioni televisive, ottenendo poi il successo più grande nel 1988 conducendo la nona edizione del varietà del sabato sera Fantastico, accanto ad Anna Oxa; considerata la migliore dal punto di vista coreografico, l'edizione di quell'anno detiene il record di audience (12 milioni di spettatori di media, con punte di oltre 14) e di vendita di biglietti della Lotteria Italia, risultato rimasto ancora oggi insuperato. Collegato alla trasmissione esce l'album Non mi lasciate solo, con le musiche di Claudio Mattone.
Negli anni novanta dirige e interpreta per due stagioni la serie Pazza famiglia, andata in onda con grandi ascolti su Rai Uno. Con Una prova di innocenza (1991), miniserie sempre per Rai Uno, con la regia di Tonino Valerii, si cimenta in un insolito ruolo drammatico nei panni di un sacerdote testimone di un omicidio, in un tipico intreccio giallo, con Claudio Gora, Corinne Dacla, Luigi Pistilli, Angiola Baggi, Victor Cavallo. Nello stesso anno, torna al cinema con Renato Pozzetto in Piedipiatti.
Nel 1997 la Rai decise di reintrodurre sui propri palinsesti il programma Fantastico, la cui conduzione venne affidata nuovamente a Montesano - per l'occasione, la trasmissione venne chiamata Fantastico Enrico - affiancato da Milly Carlucci. A differenza di quanto accaduto nove anni prima, però, gli ascolti non furono buoni: se si esclude la prima puntata, Fantastico Enrico venne sempre battuto dal suo diretto concorrente, La Corrida di Corrado; dopo cinque puntate, tra l'azienda di viale Mazzini e lo showman romano si arrivò a un divorzio consensuale e le redini del programma passarono a Giancarlo Magalli.
Record di incassi al Teatro Sistina nella stagione 1999-2000 con lo spettacolo E menomale che c'è Maria!, per la regia di Pietro Garinei, replicando il successo con Malgrado tutto beati voi.

Enrico Montesano tiene a battesimo l'esordio cinematografico della ventiquattrenne Sabrina Ferilli ne Il volpone (1988) di Maurizio Ponzi

Inizialmente escluso dal progetto, nel 2002 torna a interpretare 'Er Pomata' in Febbre da cavallo - La mandrakata, sequel del celebre cult movie di Steno, diretto da suo figlio Carlo Vanzina.
Nel 2004 è mattatore del sabato sera di Rai Uno con lo spettacolo Trash - Non si butta via niente, tratto da un suo omonimo show teatrale di successo, andato in onda il 24 e il 31 gennaio con ospiti: Tiziano Ferro, Renato Pozzetto, Nancy Brilli, Nino D'Angelo, Mino Reitano, Gabriella Ferri, Richard Galliano e Luciano Gaucci. Il programma è ideato da Montesano ed Enrico Vaime, scritto con Francesco Signor, Davide Lubrano, Adriano Vianello, per la regia di Maurizio Pagnussat. Il varietà ottiene importanti risultati d'ascolto con più di 6 milioni di telespettatori.
Nel 2005 torna in televisione con il film Il mondo è meraviglioso, mentre nel 2006 partecipa nel ruolo di se stesso al documentario Adolfo Celi, un uomo per due culture, diretto dal figlio Leonardo Celi, e nel 2009 è nel cast di Ex e nel 2010 di Tutto l'amore del mondo, per la regia di Fausto Brizzi. Nel 2013 torna in teatro con la commedia musicale C'è qualche cosa in te, riproposto in più occasioni grazie al successo ottenuto. Lo spettacolo è stato trasmesso anche in TV su Rai Uno il 21 agosto 2015 con ottimi ascolti.
Dal 2016 al 2017 fa parte della giuria del programma di Rai 1 Tale e quale show, condotto da Carlo Conti: è affiancato nello stesso ruolo da Loretta Goggi e Claudio Amendola nell'edizione 2016 e da Loretta Goggi e Christian De Sica nell'edizione successiva. Il 22 novembre 2018 compare in veste di ospite nella trasmissione Alla lavagna! in onda su Rai 3. Il 21 maggio 2021 partecipa come concorrente alla seconda edizione del nuovo programma Top Dieci, condotto da Carlo Conti. Nel settembre 2022 prende parte alla 17ª edizione di Ballando con le stelle, dove fa il suo ritorno in televisione dopo 1 anno e mezzo di assenza. Il 13 aprile 2024 è ospite ufficiale nella seconda puntata de I migliori anni. Poche settimane dopo, il 4 maggio 2024 sempre su Rai 1 viene intervistato da Nunzia De Girolamo all'interno del programma Ciao maschio. Pochi mesi dopo, il 29 settembre 2024 torna anche negli studi di Domenica in, sempre in veste di ospite.
Il 14 giugno 2025, in via Veneto a Roma, riceve il premio speciale per la sua attività artistica nel corso della XV edizione del premio Pellicola d'oro.

## Impegno politico

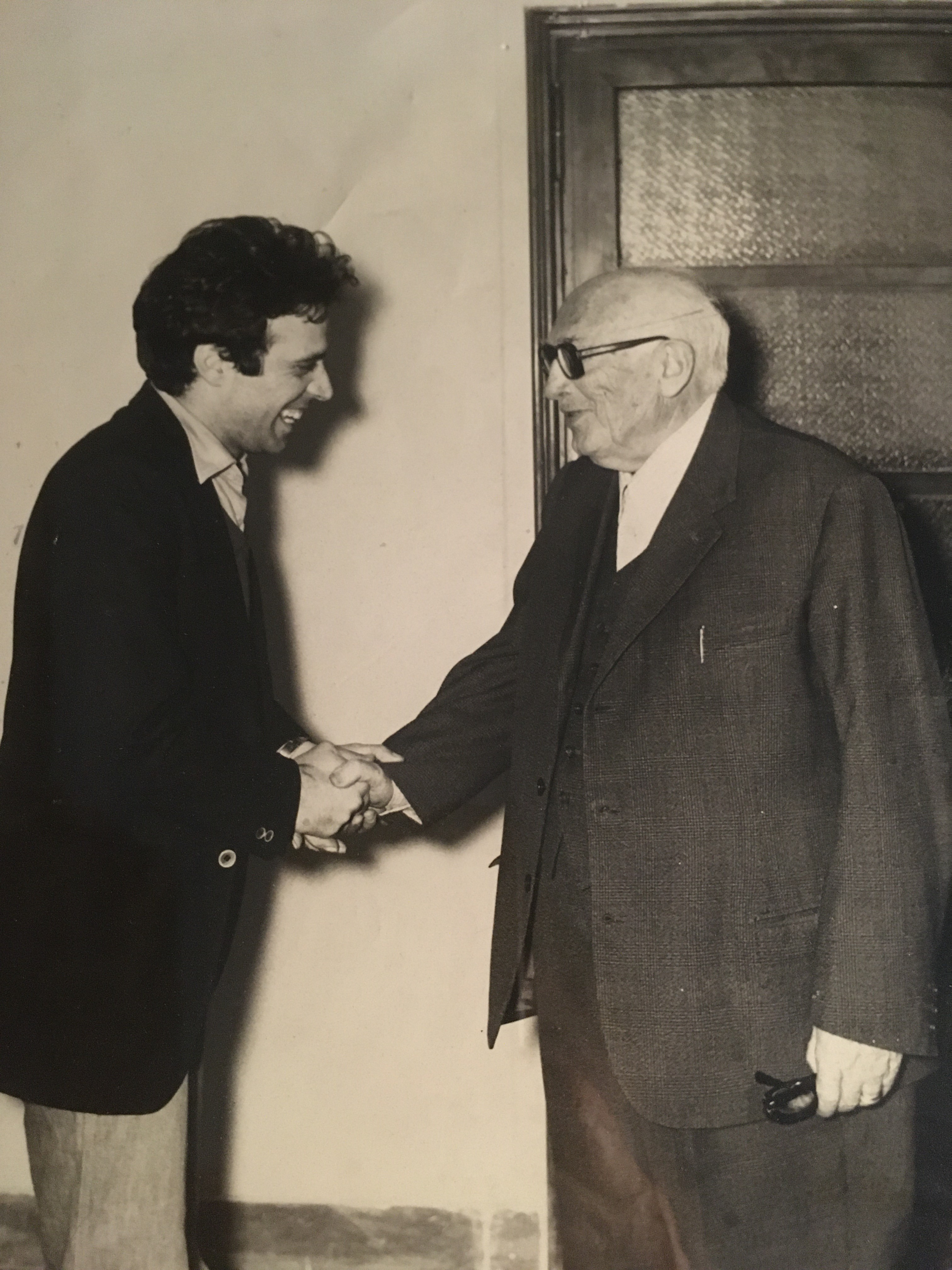
Enrico Montesano e Pietro Nenni, storica guida del PSI

L'attore è stato anche impegnato politicamente, seppur per brevi periodi. Intorno alla metà degli anni settanta aderì al PSI e, in vista delle elezioni regionali del 1975, realizzò con l'Equipe 84 un disco propagandistico (a cura della Sezione stampa e propaganda del partito), in cui invitava a votare per i socialisti.
Nei primi anni novanta si avvicinò al PDS di Achille Occhetto: con la Quercia si candidò sia alle elezioni comunali del 1993 come consigliere comunale di Roma, risultando il più votato della sua lista con circa 8.300 voti, sia alle elezioni europee dell'anno seguente, in cui fu eletto europarlamentare con 144.004 preferenze. L'esperienza a Strasburgo non fu però delle più positive. Anni dopo dirà: «Non vedo un'Europa dei popoli, ma dei burocrati». Si dimette dall'incarico il 24 ottobre 1996 (le dimissioni saranno accettate il successivo 11 novembre), prima quindi di maturare il vitalizio.
Dopo un avvicinamento al centro-destra che sfocerà in un esplicito appoggio a Gianni Alemanno come sindaco di Roma, nel 2013 aderisce brevemente al Movimento Libertario. L'anelito di novità lo fa simpatizzare per il neonato Movimento 5 Stelle e partecipa ad alcune iniziative politiche dei pentastellati. Tra il 2019 e il 2020, si segnalano però alcune sue prese di posizione critiche nei confronti del M5S per i suoi cambiamenti di rotta rispetto al programma originario.

## Controversie
Dal 2020 ha iniziato una battaglia politica contro il 5G partecipando alla manifestazione di Roma di Alleanza italiana stop 5G, attaccando poi l'imposizione dei vaccini e le restrizioni dovute alle misure di contrasto per la pandemia di COVID-19 attraverso numerosi video sulle reti sociali e lo spettacolo satirico-politico Piazze libere, andato in scena a Roma l'8 maggio 2021.
Ha pubblicato numerosi video nei quali prende posizioni critiche nei confronti della gestione della pandemia di COVID-19 e sostiene numerose teorie del complotto legate alla pandemia e ai vaccini. Nel giugno 2021 è stato al centro di una polemica nata in seguito a un video in cui si era fatto portavoce di una teoria secondo cui il sangue donato dai vaccinati viene eliminato, affermazione smentita dal CNS e dall'AVIS, che hanno invece confermato come il sangue dei vaccinati venga regolarmente usato per le trasfusioni, come quello dei non vaccinati. L'attore si è successivamente scusato, affermando di essere stato mal interpretato.
Nel novembre 2022 partecipa alle prove del programma televisivo Ballando con le stelle indossando una maglia con il motto dannunziano "Memento audere semper" e le insegne della Xª MAS, suscitando reazioni indignate all'interno del Consiglio di amministrazione della Rai, e venendo squalificato dalla trasmissione.

## Filmografia

### Cinema

Montesano in una scena del film Piedipiatti (1991) di Carlo Vanzina

- Io non protesto, io amo, regia di Ferdinando Baldi (1966)
- Stasera mi butto, regia di Ettore Maria Fizzarotti (1967)
- Nel sole, regia di Aldo Grimaldi (1967)
- Zum Zum Zum - La canzone che mi passa per la testa, regia di Bruno Corbucci  (1968)
- L'oro del mondo, regia di Aldo Grimaldi (1968)
- Donne... botte e bersaglieri, regia di Ruggero Deodato (1968)
- I quattro del pater noster, regia di Ruggero Deodato (1969)
- Io non scappo... fuggo, regia di Franco Prosperi (1970)
- Io non spezzo... rompo, regia di Bruno Corbucci (1971)
- Il furto è l'anima del commercio!?..., regia di Bruno Corbucci (1971)
- Io non vedo, tu non parli, lui non sente, regia di Mario Camerini (1971)
- Causa di divorzio, regia di Marcello Fondato (1972)
- Boccaccio, regia di Bruno Corbucci (1972)
- Il terrore con gli occhi storti, regia di Steno (1972)
- Il prode Anselmo e il suo scudiero, regia di Bruno Corbucci (1972)
- La signora è stata violentata, regia di Vittorio Sindoni (1973)
- Amore vuol dir gelosia, regia di Mauro Severino (1975)
- I soldi in bocca, episodio di 40 gradi all'ombra del lenzuolo, regia di Sergio Martino (1976)
- Remo e Romolo - Storia di due figli di una lupa, regia di Castellacci e Pingitore (1976)
- L'Italia s'è rotta, regia di Steno (1976)
- Tutti possono arricchire tranne i poveri, regia di Mauro Severino (1976)
- Febbre da cavallo, regia di Steno (1976)
- La squadra di calcio, episodio di Spogliamoci così senza pudor..., regia di Sergio Martino (1976)
- Nerone, regia di Castellacci e Pingitore (1976)
- Il marito in collegio, regia di Maurizio Lucidi (1977)
- Terzo episodio di Stato interessante, regia di Sergio Nasca (1977)
- Secondo episodio di Tre tigri contro tre tigri, regia di Sergio Corbucci e Steno (1977)
- Pane, burro e marmellata, regia di Giorgio Capitani (1977) – anche sceneggiatura
- Melodrammore, regia di Maurizio Costanzo (1978) – anche sceneggiatura
- Le braghe del padrone, regia di Flavio Mogherini (1978)
- Terzo episodio di Io tigro, tu tigri, egli tigra, regia di Renato Pozzetto e Giorgio Capitani (1978)
- Tutto suo padre, regia di Maurizio Lucidi (1978) – anche sceneggiatura
- Aragosta a colazione, regia di Giorgio Capitani (1979)
- Il ladrone, regia di Pasquale Festa Campanile (1980)
- Sto così col Papa, episodio di Qua la mano, regia di Pasquale Festa Campanile (1980)
- Un amore in prima classe, regia di Salvatore Samperi (1980)
- Odio le bionde, regia di Giorgio Capitani (1980)
- Camera d'albergo, regia di Mario Monicelli (1981)
- Quando la coppia scoppia, regia di Steno (1981) – anche soggetto
- Il televeggente, episodio di Culo e camicia, regia di Pasquale Festa Campanile (1981)
- Il paramedico, regia di Sergio Nasca (1982) – anche soggetto e sceneggiatura
- Più bello di così si muore, regia di Pasquale Festa Campanile (1982)
- Grand Hotel Excelsior, regia di Castellano e Pipolo (1982)
- Il conte Tacchia, regia di Sergio Corbucci (1982)
- Edoardo, episodio di Sing Sing, regia di Sergio Corbucci (1983)
- Sotto.. sotto.. strapazzato da anomala passione, regia di Lina Wertmüller (1984)
- I due carabinieri, regia di Carlo Verdone (1984)
- Mi faccia causa, regia di Steno (1985)
- A me mi piace, regia di Enrico Montesano (1985) – anche sceneggiatura
- Il tenente dei carabinieri, regia di Maurizio Ponzi (1986)
- Grandi magazzini, regia di Castellano e Pipolo (1986)
- Noi uomini duri, regia di Maurizio Ponzi (1987)
- I picari, regia di Mario Monicelli (1987)
- Il volpone, regia di Maurizio Ponzi (1988)
- Piedipiatti, regia di Carlo Vanzina (1991) – anche soggetto
- Caino e Caino, regia di Alessandro Benvenuti (1993)
- Anche i commercialisti hanno un'anima, regia di Maurizio Ponzi (1994)
- Febbre da cavallo - La mandrakata, regia di Carlo Vanzina (2002)
- Il lupo, regia di Stefano Calvagna (2007)
- Bastardi, regia di Federico Del Zoppo e Andres Alce Meldonado (2007)
- Ex, regia di Fausto Brizzi (2009)
- Tutto l'amore del mondo, regia di Riccardo Grandi (2010)
- Vivere, regia di Francesca Archibugi (2019)

### Televisione

Enrico Montesano in una scena della serie TV Pazza famiglia (1995-1996)

- Il sistema Ribadier, commedia di Georges Feydeau e Maurice Hennequin, regia di Vittorio Sindoni – teleteatro (1974)
- Anfitrione di Plauto, regia di Marcello Aliprandi – teleteatro (1975)
- La stagione delle piogge – film TV (1984)
- Sogni e bisogni – serie TV (1985)
- Una prova d'innocenza, regia di Tonino Valerii – film TV (1991)
- Pazza famiglia – serie TV (1995-1996) - anche sceneggiatura
- L'ispettore Giusti – serie TV (1999)
- Il mondo è meraviglioso, regia di Vittorio Sindoni – film TV (2005) - anche sceneggiatura
- Adolfo Celi, un uomo per due culture, regia di Leonardo Celi – documentario (2006) - se stesso

## Teatro
- Humor nero (1966)
- Homo Cras (1971)
- C'eravamo tanto amati (1974)
- Rugantino (1978)
- Bravo! (1981)

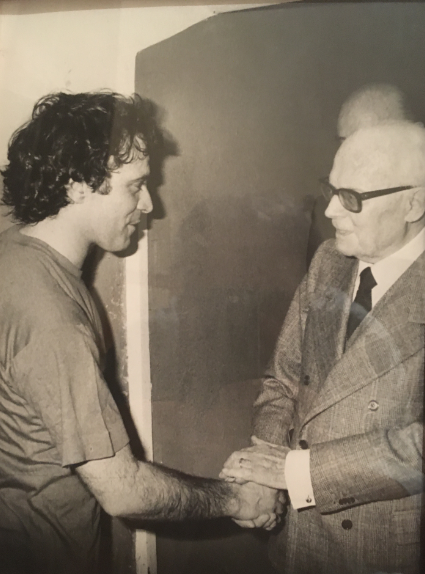
Il presidente della Repubblica Sandro Pertini si congratula con Montesano per il suo spettacolo Bravo! (1981)

- Se il tempo fosse un gambero (1986)
- Non mi lasciate solo (1990)
- Cercasi tenore (1990)
- Il vantone (1990)
- L'uomo la bestia e la virtù (1990)
- Beati voi! (1993)
- Trash - non si butta via niente (1997)
- E meno male che c'è Maria (1999)
- Malgrado tutto beati voi (2001)
- I più amati (2003)
- Riccardo III (2004)
- Noio vulevan savuar... ancor (2005)
- È permesso? (2006)
- Stasera, che sera (2008)
- Un sogno di famiglia (2010)
- Passeggiate romane (2011)
- Buon compleanno (2011)
- C'è qualche cosa in te (2013)
- Sistina Story (2014)
- Il Marchese del Grillo (2015)
- Vita semiseria di un comico semiserio, con Riccardo Russo (2016)
- Il Conte Tacchia (2018)
- Rugantino (2019)
- Monologo non autorizzato (2019-2020)

## Programmi televisivi

Anna Oxa ed Enrico Montesano durante le prove del programma TV Fantastico 9, da loro condotto nella stagione 1988-1989

- Che domenica amici (Programma Nazionale, 1968-1969)
- Senza rete (Programma Nazionale, 1970)
- Dove sta Zazà (Programma Nazionale, 1973)
- Tanto piacere (Secondo Programma e Programma Nazionale, 1974-1975)[35]
- Mazzabubù (Programma Nazionale, 1975)
- Io non c'entro (Secondo Programma, 1975)
- Quantunque io (Rete 2, 1977)
- Giochiamo al varieté (Rete 1, 1980)[36]
- Premiatissima (Canale 5, 1986)
- Carnevale (Rai 1, 1988)
- Fantastico (Rai 1, 1988-1989, 1997[37])
  -  Fantastico Enrico (Rai 1, 1997)
- Viva il cinema! - 34º David di Donatello (Rai 1, 1989)
- SPQM News - La storia in diretta (Telemontecarlo, 1991)
- Telethon (Rai 1, 1991)
- Trash (non si butta via niente) (Rai 1, 2004)
- Techetechete' (Rai 1, 2015) – narratore[38]
- Tale e quale show (Rai 1, 2016-2017) – giurato
- Tale e quale show - Il torneo (Rai 1, 2016-2017) – giurato
- Natale e quale show (Rai 1, 2016) – giurato
- Alla lavagna! (Rai 3, 2018)[39]
- Top Dieci (Rai 1, 2021) – concorrente
- Ballando con le stelle (Rai 1, 2022) – concorrente
- I migliori anni (Rai 1, 2024) – ospite
- Ciao maschio (Rai 1, 2024) – ospite
- Domenica In (Rai 1, 2024) – ospite

## Radio
- Gran varietà, regia di Federico Sanguigni (1972-1976 e 1979)
- Più di così..., regia di Federico Sanguigni (1977) – conduttore seconda edizione
- Montesano per quattro, ovvero come mi sono divertito oh come mi sono divertito! (1977), con Enrico Montesano, programma a cura di Ferruccio Fantone

## Campagne pubblicitarie
- Scarpe Antonini (1982-1984)
- Olio Cuore (1992-1993)
- Auricchio (2001)
- Gran Soleil (2009)

Enrico Montesano ha anche partecipato come testimonial pubblicitario alla rubrica pubblicitaria televisiva Carosello, pubblicizzando:
- nel 1969 l'Acqua Minerale Boario;
- nel 1970 e 1971 i giocattoli educativi Chicco della Artsana;
- nel 1975 il latte Stella della Polenghi Lombardo.

## Doppiatori italiani
- Angelo Nicotra in Nel sole

## Discografia

### 33 giri
- 1974 – Tabaret (Cinevox, SC 33/23)
- 1979 – Dudù e Cocò (Cinevox, SC 33/26)
- 1979 – Le favole di Luna Park (Cinevox, ORL 8352)
- 1980 – Tabaret vol. 2 (Cinevox, CAB 2010)
- 1981 – Bravo! (WEA, T 68036)
- 1987 – Se il tempo fosse un gambero (Durium, ms AI 77468/69) (doppio LP)
- 1988 – Non mi lasciate solo (Fonit Cetra, STLP 212)
- 1988 – Natale con Enrico Montesano (Spinnaker, SPI 10, ristampa di Le favole di Luna Park, con artwork e disposizione delle tracce diversi)
- 1993 – Beati voi! (Easy Records, ESY 20662)

### 45 giri
- 1972 – Fortuna sì, fortuna no/Fortune for two (It, ZT 7036; solo lato A; lato B di Guido e Maurizio De Angelis)
- 1974 – A me tu piaci te/Amarsi quando piove (Cinevox, SC 1083)
- 1975 – 15 giugno '75/Felice Allegria - Io la penso così (Partito Socialista Italiano, SSP 6; solo lato B; lato A dell'Equipe 84)
- 1978 – L'O di Giotto (CAM, AMP 217)
- 1979 – Il pulcino/La marcia della frutta (Cinevox, SC 1131)
- 1979 – Il re della Polonia/Il barone e il passerotto (Cinevox, SC 1132)
- 1979 – Il millepiedi/Storia di una caramella (Cinevox, SC 1133)
- 1979 – San qualcuno/Ufo ufetto (Cinevox, SC 1134)
- 1981 – Bravo!/Un pomeriggio troppo breve (WEA Italiana, T 18728)
- 1982 – 'N sai che pacchia!/Dimme te (che me doveva capita'!) (General Music, GM 30004)
- 1985 – A me mi piace/Arturo e Mario (Cinevox, MDF 143; solo lato A; lato B di Vince Tempera)
- 1986 – Grandi magazzini/Happinesse (RCA, BB 41011; solo lato A con tutto il cast del film omonimo; lato B di Lino Banfi)
- 1987 – I picari/Duelze amada (RCA, PB 41681; solo lato A con Giancarlo Giannini; lato B brano strumentale di Lucio Dalla e Mauro Malavasi)

## Opere
- Siamo nati per soffrire. E ci siamo riusciti, Kowalski, Milano, 2003 (raccolta di testi comici e racconti vari).
- Un alibi di scorta, Gremese, Roma, 2011 (romanzo - Premio "Coppedè").
- Confesso. Vita semiseria di un comico malinconico, Edizioni Piemme, Milano, 2015 (autobiografia).